# John Pitt, II conte di Chatham
John Pitt, 2º conte di Chatham (Londra, 9 ottobre 1756 – Londra, 24 settembre 1835), è stato un politico britannico.

## Biografia
Fu il primogenito di  William Pitt, I conte di Chatham ed il fratello maggiore di William Pitt il Giovane.
Ebbe vari incarichi di governo alla fine del XVIII secolo ed all'inizio del XIX. Fu governatore di Gibilterra dal 1820 al 1835.
Sposò Mary Townshend, figlia di Thomas Townshend, 1° visconte Sydney, il 10 luglio 1783.

## Ascendenza
|                                     |                   |                                   | Genitori                                |  |  | Nonni |  |  | Bisnonni    |  |  | Trisnonni      |  |
|                                     |                   |                                   |                                         |  |  |       |  |  | Thomas Pitt |  |  | rev. John Pitt |  |
|                                     |                   |                                   |                                         |  |  |       |  |  | Thomas Pitt |  |  | rev. John Pitt |  |
|                                     |                   | Sarah Jay                         |                                         |  |  |       |  |  | Thomas Pitt |  |  |                |  |
| sir Robert Pitt                     |                   |                                   |                                         |  |  |       |  |  | Thomas Pitt |  |  |                |  |
|                                     |                   | Jane Innes                        | sir James Innes, III baronetto          |  |  |       |  |  |             |  |  |                |  |
|                                     |                   | Jane Innes                        | sir James Innes, III baronetto          |  |  |       |  |  |             |  |  |                |  |
|                                     |                   | Jane Innes                        | Sarah Vincent                           |  |  |       |  |  |             |  |  |                |  |
| William Pitt, I conte di Chatham    |                   | Jane Innes                        |                                         |  |  |       |  |  |             |  |  |                |  |
|                                     |                   | hon. Edward FitzGerald-Villiers   | George Villiers, IV visconte Grandison  |  |  |       |  |  |             |  |  |                |  |
|                                     |                   | hon. Edward FitzGerald-Villiers   | George Villiers, IV visconte Grandison  |  |  |       |  |  |             |  |  |                |  |
|                                     |                   | hon. Edward FitzGerald-Villiers   | lady Mary Leigh                         |  |  |       |  |  |             |  |  |                |  |
| Harriet FitzGerald-Villiers         |                   | hon. Edward FitzGerald-Villiers   |                                         |  |  |       |  |  |             |  |  |                |  |
|                                     |                   | Catherine FitzGerald              | sir John FitzGerald, VII lord di Decies |  |  |       |  |  |             |  |  |                |  |
|                                     |                   | Catherine FitzGerald              | sir John FitzGerald, VII lord di Decies |  |  |       |  |  |             |  |  |                |  |
|                                     |                   | Catherine FitzGerald              | Catherine Power                         |  |  |       |  |  |             |  |  |                |  |
| John Pitt, II conte di Chatham      |                   | Catherine FitzGerald              |                                         |  |  |       |  |  |             |  |  |                |  |
|                                     | Richard Grenville | Richard Grenville                 |                                         |  |  |       |  |  |             |  |  |                |  |
|                                     | Richard Grenville | Richard Grenville                 |                                         |  |  |       |  |  |             |  |  |                |  |
|                                     | Richard Grenville | Anne Borlase                      |                                         |  |  |       |  |  |             |  |  |                |  |
| sir Richard Grenville               | Richard Grenville |                                   |                                         |  |  |       |  |  |             |  |  |                |  |
|                                     |                   | Eleanor Temple                    | sir Peter Temple                        |  |  |       |  |  |             |  |  |                |  |
|                                     |                   | Eleanor Temple                    | sir Peter Temple                        |  |  |       |  |  |             |  |  |                |  |
|                                     |                   | Eleanor Temple                    | Eleanor Tyrrell                         |  |  |       |  |  |             |  |  |                |  |
| Hester Grenville, baronessa Chatham |                   | Eleanor Temple                    |                                         |  |  |       |  |  |             |  |  |                |  |
|                                     |                   | sir Richard Temple, III baronetto | sir Peter Temple, II baronetto          |  |  |       |  |  |             |  |  |                |  |
|                                     |                   | sir Richard Temple, III baronetto | sir Peter Temple, II baronetto          |  |  |       |  |  |             |  |  |                |  |
|                                     |                   | sir Richard Temple, III baronetto | Christian Leveson                       |  |  |       |  |  |             |  |  |                |  |
| Hester Grenville, I contessa Temple |                   | sir Richard Temple, III baronetto |                                         |  |  |       |  |  |             |  |  |                |  |
|                                     |                   | Mary Knapp                        | Henry Knapp                             |  |  |       |  |  |             |  |  |                |  |
|                                     |                   | Mary Knapp                        | Henry Knapp                             |  |  |       |  |  |             |  |  |                |  |
|                                     |                   | Mary Knapp                        | Hester Clarke                           |  |  |       |  |  |             |  |  |                |  |
|                                     |                   | Mary Knapp                        |                                         |  |  |       |  |  |             |  |  |                |  |

## Titoli dalla nascita alla morte
- Mr. John Pitt (1756-1761)
- L'onorevole John Pitt (1761-1766)
- Il visconte Pitt (1766-1778)
- Il conte di Chatham (1778-1835)